# El segador (novela)
El segador (en inglés Reaper Man) es la undécima novela de Mundodisco, escrita por Terry Pratchett. Publicada en 1991 y es la segunda novela protagonizada por La Muerte. El título original hace referencia a la película de culto de Alex Cox, llamada Repo Man.

## Argumento
Los Auditores de la realidad son seres que observan el Disco, y aseguran que se cumplan Las Reglas (son una encarnación de las leyes de la física). Cuando La Muerte comienza a desarrollar una personalidad, los Auditores sienten que esta no cumple con sus deberes en la manera correcta. Por lo que lo denuncian a Azrael, señor de las muertes, quien lo despoja de su cargo y le otorga un reloj de arena que marca el tiempo de su muerte. La Muerte decide vivir el tiempo que le queda y asume el nombre de Bill Puerta, luego comienza a trabajar para la Srta Flitworth, una anciana dueña de una granja en las Montañas del Carnero. Ya que el proceso de fallecer quedaría desatendido hasta el nacimiento de una nueva muerte se concrete, los difuntos no pueden abandonar el mundo de los vivos y la fuerza vital no reclamada comienza a afectar el entorno y la realidad. Windle Poons intenta suicidarse varias veces pero al no obtener resultados decide asistir al Club Volver a empezar, un grupo que lucha por los derechos de los no-muertos liderado por el zombi Reg Shoe.
Mientras tanto en Ankh-Morpork, el mago recién fallecido Windle Poons se despierta en su ataúd y descubre que ahora es un no-muerto. Los magos -aun vivos- de la Universidad Invisible, intentan (con buenas intenciones) que su amigo Windle Poons permanezca muerto. Al mismo tiempo una serie de eventos parapsicológicos invaden la ciudad, principalmente poltergeist, fantasmas y otros fenómenos debido a la fuerza vital excesiva. Al mismo tiempo se genera una personificación de la muerte por cada especie que existe en el Disco, sin embargo no pueden unificarse en una sola entidad debido a que la encarnación de la muerte de los hombres no se ha generado aún; esto se debe a que los humanos necesitan más tiempo para completar su representación antropomórfica de La Muerte que el resto de las especies.
El Club Volver a empezar y los magos de la Universidad Invisible descubren que la ciudad de Ankh-Morpork está siendo invadida por una forma de vida parasitaria que se alimenta de ciudades y nace de huevos que parecen globos de nieve. Rastreando su forma intermedia, los carros de compras, los no-muertos y los magos invaden y destruyen la tercera forma, un gran centro comercial que se alza en medio de la ciudad. Mientras tanto, la Muerte de las Ratas, quien por casualidad se manifestó en la granja de la Señorita Flitworth y influenciada por la proximidad de Bill, en lugar de materializar un cuerpo específico a su naturaleza, acabó convertida en un esqueleto de rata vestida con túnica y una pequeña guadaña. 
En la granja, Bill Puerta intenta llevar una vida normal, mostrando su prodigiosa habilidad para cosechar, socializando en la taberna e incluso compitiendo con la primera podadora automática del Disco y con ello comprendiendo y adquiriendo un poco de humanidad. También consigue la amistad de la Srta Flitworth para luego salvar a una niña destinada a morir en un incendio compartiendo con ella el poco tiempo que almacena su reloj de arena.
Cuando la muerte de la humanidad finalmente se manifiesta, resulta ser una Nueva Muerte con una corona, sin humanidad ni rostro humano, decidida a gobernar a la gente en lugar de servirla. La Nueva Muerte se presenta en la granja para iniciar su reinado reclamando la vida de Bill Puerta y de la pequeña niña a quien éste protege; habiéndose preparado para ese momento durante algún tiempo, Bill lo engaña y destruye con la ayuda de la Señorita Flitworth reclamando así nuevamente su lugar como La Muerte. Tras esto, La Muerte invoca y absorbe a las Muertes de las otras especies dentro de sí, con la excepción de la Muerte de las ratas y, en última instancia, la Muerte de las pulgas. 
La muerte se presenta ante Azrael, la muerte del universo, y declara que el deber de las muertes es preocuparse por los mortales, de no ser así, no existen en cuyo caso no hay nada más que el olvido, el fin ciego, que también debe terminar en algún momento. Azrael acepta las peticiones de la muerte y le devuelve su puesto.
Muerte regresa una última vez con la Srta Flitworth y le ofrece sueños ilimitados. Ella solo pide ir al baile local y juntos se unen a la gente del pueblo para pasar juntos bailando toda la noche. Cuando sale el sol, la señorita Flitworth descubre que había muerto poco antes de que comenzara el baile. La Muerte la acompaña a través del tiempo y espacio hasta el lugar y momento de la muerte de quien fuera su prometido en su juventud y que como ella había creído, había muerto en un accidente durante y no le había sido infiel. La pareja entra al más allá juntos.
Finalmente al regresar a la ciudad de Ankh-Morpork, La Muerte se encuentra con Windle Poons y lo lleva a su justa recompensa, sea lo que sea.
Una vez en su hogar, Muerte comprende que los pequeños trazos de humanidad que obtuvo en su tiempo como Bill aun persisten dentro de sí misma, permitiéndole sentir emociones que antes no conocía, por ello y en recuerdo de su tiempo junto a la Señorita Flitworth crea detrás de su casa un enorme maizal con los tallos mecidos por el viento. También descubre que Muerte de las Ratas y Muerte de las Pulgas se resistieron a ser absorbidas y aun existen; aunque en un primer momento rechaza que sean seres individuales, rápidamente comprende que es la primera vez en su existencia que hay otros como él y ya no esta solo, por lo que permite a ambos seguir existiendo.
- Datos: Q1994576